# レオニダス1世
レオニダス1世（古希: Λεωνίδας、古代ギリシア語ラテン翻字: Leonidas I、？-紀元前480年、在位：紀元前489年 - 紀元前480年）は、アギス朝のスパルタ王である。第二次ペルシャ戦役中のテルモピュライの戦いに300人のスパルタ兵士と共に参戦し、20万人以上と伝えられるペルシア軍にも互角以上に渡り合い、最期は壮絶な死を遂げた。その名声はギリシア中に轟き、スパルタ随一の英雄とされた。

## 生涯
レオニダス1世はアナクサンドリデスの息子であり、先王クレオメネス1世の異母弟である。レオニダスは三男であり、本来王位にはつきにくい身であったが、二人の兄であるクレオメネス1世とドリエウスの両方が相次いで早逝した。アナクサンドリデスは紀元前520年に亡くなり、その後、長男のクレオメネスが紀元前516年までの間に王位を継いだ。次男のドリエウスはスパルタ人が腹違いの兄を好み、自身がこれ以上スパルタに留まることができないと知ったため激怒した。彼はアフリカに植民地を設立しようと試みたが失敗した。その後シチリアに財を探し、当初は成功したが、殺害された。この敵対的な腹違いの兄達とレオニダスの関係は不明であるが、彼はクレオメネスの一人娘ゴルゴーと結婚して、王位を継いだ。
ペルシア戦争を控えてデルポイに神託を聞いたところ「王が死ぬか、国が滅びるか」ということだった。そこでレオニダスは覚悟を決め、他の都市から来た兵士を帰し、わずかな軍でペルシアの大軍に立ち向かっていったのだとヘロドトスは記している。さらにこの時、スパルタではカルネイア祭、オリンピアではオリュンピア祭を開催する年であったことも重なり、十分な軍を送ることができず、レオニダスは親衛隊300人のみを率いて出陣した。紀元前480年のテルモピュライの戦いに赴く時、死を覚悟した彼は出陣の直前に妻に「よき夫と結婚し、よき子供を生め」と言い残したという。
彼はテルモピュライでスパルタの重装歩兵300名を含むギリシア連合軍7000を率いて戦った。テルモピュライは隘路であったため、少数の軍でも大軍を食い止めることができた。スパルタのファランクスは無敵であり、クセルクセス1世は狭い地形のせいで騎兵を展開することもできず、自軍よりはるかに少数のギリシア連合軍に手こずった。真正面からギリシア連合軍を突破することは不可能だと悟った頃、内通者がペルシア側にギリシア軍の後ろに回りこむ裏道を教えたため、クセルクセス1世はギリシア連合軍を背後から攻撃しようと迂回部隊を裏道へ進ませた。これを知ったギリシア連合軍は撤退を決定したが、スパルタ軍はその場に残った。この時、殿として最後まで残ったとも、スパルタの掟「決して撤退せぬ」を遵守したとも言われている。スパルタ軍の他に、テーバイ軍、テスピアイ軍も残った。
朝になると、迂回部隊はギリシア軍の背後に到達した。クセルクセスはスパルタ軍に投降を呼び掛けたが、レオニダスの答えは「モーロン・ラベ」（来たりて取れ、en:Come and take it）であった。
レオニダスはスパルタ軍、テスピアイ軍、テーバイ軍を率いて戦った。今回は隘路ではなく、テルモピュライの広場まで打って出た。広場であってもスパルタ軍は強大なペルシア軍を押し返した。攻防戦の最中にレオニダスが倒れ、ギリシア軍とペルシア軍は彼の死体を巡って激しい戦いを繰り広げた。ギリシア軍は王の遺体を回収し、敵軍を撃退すること4回に及んだ。スパルタ軍は優勢であった。しかし、背後から迂回部隊が進軍してくると、ギリシア軍は再び隘路まで後退し、その先にあった小丘に陣を敷いた。彼らは四方から攻め寄せるペルシア軍に最後まで抵抗し、槍が折れると剣で、剣が折れると素手や歯で戦った。ペルシア兵はスパルタ兵を恐れて肉弾戦を拒み始めたので、最後は遠距離からの矢の雨によってスパルタ軍は倒され、テーバイ兵を除いて全滅した。ヘロドトスによれば、この日だけでペルシア軍の戦死者は2万人にのぼったとされる。戦いの後、クセルクセスは部下にレオニダスの死体から首を刎ねるよう命じ、晒し首にした。
彼の死後、王位は息子のプレイスタルコスが継いだ。

## 影響
レオニダスの英雄的な死は、彼の名声をギリシア中に轟かせた。彼らの奮戦によってアテナイは時間を稼ぎ、サラミスの海戦でペルシア海軍に勝利することが出来たため、レオニダスは古代ギリシアを代表する英雄として讃えられ、今でもテルモピュライにはレオニダス像が聳え立っている。レオニダスと300のスパルタ兵に対する石碑も置かれ、ヘロドトスによれば「旅人よ、行きて伝えよ、ラケダイモンの人々に。我等かのことばに従いてここに伏すと」（ラケダイモンはスパルタのこと）と唱われたとされている。
また、死後においてもレオニダスは決定的な役割を果たした。スパルタの王族パウサニアスは、遠征中の奴隷反乱を危惧し、プラタイアに軍を送るか迷っていた。そこで「レオニダスの仇を討て」という神託を得て、レオニダスの仇討ちのためにペルシア全軍と戦う決意を固めた。プラタイアの戦いでは10,000のスパルタ重装歩兵が動員され、30万と伝えられるペルシア全軍をスパルタ軍だけで打ち破り、ペルシア帝国の野望を打ち砕いた。この戦いでギリシアは侵略の憂き目から解放され、ペルシア帝国はギリシア征服を断念せざるを得なくなった。

## 作品
テルモピュライの戦いで玉砕したレオニダスと300のスパルタ兵を主題にした米国映画『スパルタ総攻撃』が1962年に製作された。
『スパルタ総攻撃』を少年時代に観てインスパイアされたフランク・ミラーによって同じ主題のグラフィックノベル『300』が1998年に出版されて、アイズナー賞を獲得するなど高い評価を得た。これを受けてザック・スナイダー監督が映画化した『300 〈スリーハンドレッド〉』が2007年に公開された。史実を基にしているものの脚色が多く、賛否両論であるが、Rotten Tomatoesでは観客が89％の支持と好評であり、興行収入が450億円を超える世界的な大ヒットとなった。
2014年には、テルモピュライの戦いの後日談であり、サラミスの海戦を主題にした『300 〈スリーハンドレッド〉 〜帝国の進撃〜』が公開され、こちらも約300億円のヒットとなった。
トリニダード・トバゴ出身の作家スティーブン・プレスフィールドの小説『炎の門 小説テルモピュライの戦い』(文春文庫)ではレオニダス1世やテルモピュライの戦いが描かれている。